# Premio de la Crítica (historieta)
Los Premios de la Crítica son unos premios de cómic organizados por la Revista Dolmen desde el año 2001, entregados anualmente en las Jornadas Internacionales del Cómic Villa de Avilés.

## Categorías
El premio se entrega en los apartados siguientes:
- Mejor dibujante extranjero
- Mejor guionista extranjero
- Mejor dibujante nacional
- Mejor guionista nacional
- Mejor obra extranjera
- Mejor obra nacional
- Mejor obra teórica
- A una carrera extranjera
- A una carrera nacional